# Kamendaka triangularis
Kamendaka triangularis är en insektsart som beskrevs av Van Stalle 1984. Kamendaka triangularis ingår i släktet Kamendaka och familjen Derbidae. Inga underarter finns listade i Catalogue of Life.